# Liste der denkmalgeschützten Objekte in Horní Bezděkov
Grundlage dieser Liste der denkmalgeschützten Objekte in Horní Bezděkov ist die ÚSKP-Liste (Ústřední seznam kulturních památek České republiky, deutsch Zentrale Liste der Kulturdenkmäler der Tschechischen Republik), die von der tschechischen Denkmalschutzbehörde NPÚ (Národní památkový ústav, deutsch Nationale Denkmalbehörde) seit 1987 geführt wird und an die seit dem Jahr 1850 geschaffenen Listen anschließt.

## Denkmalgeschützte Objekte nach Ortsteilen
| Lage                                     | Objekt        | Beschreibung | ÚSKP-Nr.                  | Bild |
| ---------------------------------------- | ------------- | --- | ------------------------- | ---- |
| Horní Bezděkov, K Roubence 11 (Standort) | Gehöft Nr. 11 | Das Wohnhaus stammt wahrscheinlich aus dem frühen 19. Jahrhundert. Es ist ein wertvoller Beweis für die ursprüngliche Entwicklung des Dorfes. Das heutige Erscheinungsbild des Gehöfts wird durch Umbauten in den 1990er Jahren beeinträchtigt. | 16962/2-4011 Info Katalog | BW   |